# ألكس ميكايليديس
ألكس ميكايليديس (بالإنجليزية: Alex Michaelides) (مواليد 4 سبتمبر 1977) هو مؤلف وكاتب سيناريو بريطاني قبرصي ويعتبر من أنجح الكُتاب البريطانيين. روايته الأولى، المريضة الصامتة، هي الأكثر مبيعا في نيويورك تايمز وصنداي تايمز، حيث بيع منها أكثر من مليون نسخة.

## حياته
ولد ميكايليديس في قبرص لوالد قبرصي وام إنجليزية. درس الادب الإنجليزي في كلية الثالوث في جامعة كامبريدج.
درس العلاج النفسي لمدة ثلاث سنوات، وعمل لمدة عامين في وحدة آمنة للشباب. قدم هذا العمل مادة وإلهاما لروايته الأولى المريضة الصامتة

## المؤلفات
- 2019: المريضة الصامتة
- 2021: العذراوات
- 2024: الغضب